# 野口絵美
野口 絵美（のぐち えみ、1956年8月8日 - ）は、日本の翻訳家、演劇女優。
神奈川県出身。
コメディ演劇の老舗テアトル・エコー所属の女優で、役者としての出演作に「木曜日の女たち」「病は気から」「スティーミング」などがある。
吹き替えでは『ER緊急救命室』シーズン11第16話「こちらとあちら」に、ベティ・ケステン〈エリザベス・カー〉役で出演している。
NHK「ロシア語講座」 FM東京「TDKトップ・オブ・ジャパン」にも出演した。
翻訳家としてダイアナ・ウィン・ジョーンズの児童書などの翻訳を手がける。

## 翻訳
- 『ウォーターワールド：映画ストーリー版』（Waterworld、マックス・アラン・コリンズ、徳間書店） 1995.7
- 『すももの夏』（Greengage Summer、ルーマー・ゴッデン、徳間書店） 1999.3
- 『まーくんとくま』（Where's My Teddy ?、ジェズ・オールバラ(Jez Alborough)、徳間書店） 2004.9
- 『王さまライオンのケーキ はんぶんのはんぶん ばいのばいの おはなし』（The Lion's Share、マシュー・マケリゴット作・絵、徳間書店） 2010.4
- 『ぼくはモンスターのとこやさん』（Even Monsters Need Haircuts、マシュー・マケリゴット作・絵、徳間書店） 2011.3
- 『ニャーロットのおさんぽ』（パメラ・アレン作・絵、徳間書店） 2014.4
- 『ショッピングカートのぼうけん』（ビビ・デュモン・タック文、ノエル・スミット絵、徳間書店） 2016.2
- 『ゆうかんな3びきとこわいこわいかいぶつ』（Monster Got The Food、スティーブ・アントニー、徳間書店） 2017.3
- 『魔女たちのパーティー』（The Halloween Party、ロンゾ・アンダーソン文、エイドリアン・アダムズ絵、徳間書店） 2017.9
- 『ネコ博士が語る 体のふしぎ』（Human Body、ドミニク・ウォーリマン文、ベン・ニューマン絵、茨木保日本語版監修、徳間書店） 2017.9
- 『荒野にヒバリをさがして』（Lark、アンソニー・マゴ―ワン、徳間書店） 2022.2 - カーネギー賞受賞

### ダイアナ・ウィン・ジョーンズ
- 『魔法使いはだれだ (大魔法使いクレストマンシー) 』（Witch Week、ダイアナ・ウィン・ジョーンズ、徳間書店） 2001.8
- 『トニーノの歌う魔法 (大魔法使いクレストマンシー)』（The Magicians of Caprona、ダイアナ・ウィン・ジョーンズ、徳間書店） 2002.3
- 『7人の魔法使い』（Archer's Goon、ダイアナ・ウィン・ジョーンズ、徳間書店） 2003.12
- 『呪われた首環の物語』（Power Of Three、ダイアナ・ウィン・ジョーンズ、徳間書店） 2004.7
- 『海駆ける騎士の伝説』（Everard's Ride、ダイアナ・ウィン・ジョーンズ、徳間書店） 2006.12
- 『ダイアナ・ウィン・ジョーンズ短編集　魔法! 魔法! 魔法!』（ダイアナ・ウィン・ジョーンズ、徳間書店） 2007.12
- 『ファンタジーを書く ダイアナ・ウィン・ジョーンズの回想』（ダイアナ・ウィン・ジョーンズ、市田泉,田中薫子共訳、徳間書店） 2015.3
- 『ぼろイスのボス』（Chair Person、ダイアナ・ウィン・ジョーンズ、佐竹美保絵、徳間書店） 2015.4
- 『魔法? 魔法!』（ダイアナ・ウィン・ジョーンズ、徳間書店） 2015.8
- 『四人のおばあちゃん』（The Four Grannies、ダイアナ・ウィン・ジョーンズ、佐竹美保絵、徳間書店） 2016.7
- 『ビーおばさんとおでかけ』（Auntie Bea's Day Out、ダイアナ・ウィン・ジョーンズ、佐竹美保絵、徳間書店） 2017.10